# Janez Klemenčič
Janez "Jani" Klemenčič (født 21. september 1971 i Jesenice) er en slovensk tidligere roer.

## Rokarriere
Klemenčič vandt udgjorde sammen med Sadik Mujkič, Sašo Mirjanič og Milan Janša besætningen i Sloveniens firer uden styrmand ved OL 1992 i Barcelona. De blev nummer tre i deres indledende heat og nummer to i deres semifinale, og i finalen var australierne bedst og vandt guld, mens USA tog sølvmedaljerne og slovenerne bronze ganske tæt foran tyskerne. Klemenčič var med i samme disciplin ved OL 1996 i Atlanta, hvor det blev til en fjerdeplads, hvilket også var tilfældet ved OL 2000 i Sydney. Ved VM i 2001 var han med til at vinde bronze, men ellers var han med til at blive nummer fire ved adskillige andre VM-stævner. Han var også med ved OL 2004 i Athen, hvor hans båd blev nummer ni.

## OL-medaljer
- 1992:  Bronze i firer uden styrmand